# 武田喜三
武田 喜三（たけだ きぞう、1911年7月30日 - 1987年1月5日）は、日本の経営者、工学博士。大同特殊鋼社長、会長を務めた。

## 経歴
京都府出身。1935年に京都帝国大学工学部冶金学科を卒業し、同年に日本製鐵八幡製鉄所に入社。1961年に取締役に就任し、1963年に常務、1968年3月に専務、1970年3月に新日本製鐵専務を経て、1973年に大同製鋼社長に就任し、1976年9月には大同特殊鋼社長に就任。1982年9月に取締役相談役を経て、1984年9月に相談役に就任。
1965年4月に事業功労賞を受賞し、1975年4月に製鉄功労賞を受賞した。1977年4月に藍綬褒章を受章し、1982年11月に勲二等瑞宝章を受章した。
1987年1月5日、心不全のために死去。75歳没。